# Kejnotakjaure
Kejnotakjaure är en sjö i Kiruna kommun i Lappland och ingår i Kalixälvens huvudavrinningsområde. Sjön har en area på 0,319 kvadratkilometer och ligger 469 meter över havet.

## Delavrinningsområde
Kejnotakjaure ingår i det delavrinningsområde (752885-167839) som SMHI kallar för Mynnar i Rakkurijärvi. Medelhöjden är 528 meter över havet och ytan är 26,17 kvadratkilometer. Det finns inga avrinningsområden uppströms utan avrinningsområdet är högsta punkten. Pahtohajåkk som avvattnar avrinningsområdet har biflödesordning 4, vilket innebär att vattnet flödar genom totalt 4 vattendrag innan det når havet efter 337 kilometer. Avrinningsområdet består mestadels av skog (70 procent) och sankmarker (22 procent). Avrinningsområdet har 2,12 kvadratkilometer vattenytor vilket ger det en sjöprocent på 5,7 procent.